# Seleção Alemã de Futebol Sub-21
A Seleção Alemã de Futebol Sub-21, também conhecida por Alemanha Sub-21, é a seleção Alemã de futebol formada por jogadores com idade inferior a 21 anos.

## Títulos
- Eurocopa Sub-21: 3 (2009, 2017 e 2021)

## Elenco atual
Abaixo todos os jogadores convocados para a disputa de Qualificações para o Campeonato Europeu de Futebol Sub-21 de 2017 contra a Rússia e a Áustria nos dias 7 e 11 de outubro.
| No. | Pos. | Jogador            | Idade                             | Jogos | Gols | Clube                    |
| --- | ---- | ------------------ | --------------------------------- | ----- | ---- | ------------------------ |
| 1   | GR   | Marvin Schwäbe     | 25 de abril de 1995 (29 anos)     | 3     | 0    | Dynamo Dresden           |
| 2   | D    | Jeremy Toljan      | 8 de agosto de 1994 (30 anos)     | 9     | 0    | TSG Hofenheim            |
| 3   | D    | Yannick Gerhardt   | 13 de março de 1994 (31 anos)     | 10    | 0    | VfL Wolfsburg            |
| 4   | D    | Jonathan Tah       | 11 de fevereiro de 1996 (29 anos) | 4     | 0    | Bayer Leverkusen         |
| 5   | D    | Niklas Süle        | 3 de setembro de 1995 (29 anos)   | 11    | 1    | TSG Hofenheim            |
| 7   | A    | Serge Gnabry       | 14 de julho de 1995 (29 anos)     | 10    | 2    | Werder Bremen            |
| 8   | M    | Mahmoud Dahoud     | 1 de janeiro de 1996 (29 anos)    | 5     | 0    | Borussia Mönchengladbach |
| 9   | A    | Davie Selke        | 20 de janeiro de 1995 (30 anos)   | 8     | 7    | RB Leipzig               |
| 10  | M    | Maximilian Arnold  | 27 de maio de 1994 (30 anos)      | 14    | 5    | VfL Wolfsburg (c)        |
| 11  | M    | Levin Öztunalı     | 15 de março de 1996 (29 anos)     | 8     | 3    | Mainz 05                 |
| 12  | GR   | Jannik Huth        | 15 de março de 1994 (31 anos)     | 2     | 0    | Mainz 05                 |
| 13  | D    | Benjamin Henrichs  | 23 de fevereiro de 1997 (28 anos) | 1     | 0    | Bayer Leverkusen         |
| 14  | D    | Matthias Ginter    | 19 de janeiro de 1994 (31 anos)   | 15    | 1    | Borussia Dortmund        |
| 15  | D    | Niklas Stark       | 14 de abril de 1995 (29 anos)     | 11    | 2    | Hertha BSC               |
| 16  | D    | Mitchell Weiser    | 21 de abril de 1995 (29 anos)     | 5     | 0    | Hertha BSC               |
| 17  | M    | Nadiem Amiri       | 27 de outubro de 1996 (28 anos)   | 4     | 0    | TSG Hofenheim            |
| 18  | A    | Janik Haberer      | 2 de abril de 1994 (30 anos)      | 2     | 1    | SC Freiburg              |
| 19  | A    | Leroy Sané         | 11 de janeiro de 1996 (29 anos)   | 8     | 5    | Manchester City          |
| 20  | D    | Kevin Akpoguma     | 19 de abril de 1995 (29 anos)     | 5     | 0    | Fortuna Düsseldorf       |
| 21  | M    | Grischa Prömel     | 9 de janeiro de 1995 (30 anos)    | 3     | 1    | Karlsruher SC            |
| 23  | GR   | Julian Pollersbeck | 16 de agosto de 1994 (30 anos)    | 0     | 0    | 1. FC Kaiserslautern     |

## Títulos
- Campeonato Europeu de Futebol Sub-21: 2009